# Картонные крылья любви
Карто́нные кры́лья любви́ — пятый студийный альбом рок-группы «Машина времени», изданный в 1996 году.

## Об альбоме
Отвечая на вопрос ведущей «Радио 7 на семи холмах» Натальи Одинцовой о названии, Макаревич сказал:
| По-моему, как раз безумно романтично. Но вместо того чтобы объяснять эту затею, лучше просто взять и прослушать весь альбом. Три последних альбома, а уж два — это точно, делаются абсолютно совместно. Все принимают до удивления равные усилия, равный вклад в работу над музыкой, и это никак не мои сольные вещи в обрамлении аккомпаниаторов. На момент работы над этими вещами нам показалось именно это название самым удачным для альбома. Акустическое звучание, скажем так, естественное, оно всегда меня лично прельщало. А что касается мягкой музыки, то есть очень разные песни. |

Техническую сторону раскрыл Александр Кутиков:
| Этот альбом было очень интересно записывать. Я тогда предложил — и мы применили — новую для нас технологию записи. Она заключалась в следующем — на сцене дворца культуры ГПЗ были разгорожены кабинеты из толстых портьер. И мы все сидели на этой сцене. Усилители тоже были на этой сцене. Они были закрыты звукопоглощающими щитами, одеялами и так далее, мы играли одновременно и при этом снимали такой очень специфичный амбиенс, который был создан большим объёмом сценического пространства. В принципе, похожую историю я подсмотрел в Лос-Анджелесе, в 1988 году, когда писались U2, и попробовал это трансформировать на наши российские условия и на технические возможности студии «Полифон». Если что, амбиенс — это естественное пространство того помещения, в котором играют музыканты. — |

Песни «Картонные крылья любви», «Спускаясь к великой реке» и «Я дам тебе знать» стали хитами и неоднократно исполнялись на концертах группы с конца 1990-х годов, а также сольных выступлениях Макаревича, Маргулиса, Кутикова и Подгородецкого.

## Список композиций
1. Снова весна (Андрей Макаревич) — 3:42
2. Спускаясь к великой реке (Александр Кутиков — Макаревич) — 3:38
3. Пусть она станет небом (Евгений Маргулис — Макаревич) — 3:41
4. Тихие песни (Кутиков — Макаревич) — 4:31
5. Картонные крылья любви (Макаревич) — 4:28
6. Я дам тебе знать (Маргулис — Макаревич) — 2:33
7. Это любовь, детка (Пётр Подгородецкий — Карен Кавалерян) — 4:40
8. Ветер всегда одинок (Кутиков — Макаревич) — 3:11
9. Ах, графиня (Макаревич) — 2:20
10. Старые песни (Маргулис — Макаревич) — 4:47
11. Уходя — уходи (Кутиков — Макаревич) — 2:48
12. Финал (Макаревич) — 3:57

## Участники записи
«Машина времени»
- Андрей Макаревич — основной вокал, гитара
- Александр Кутиков — бас, вокал
- Евгений Маргулис — бас, гитара, вокал
- Пётр Подгородецкий — клавишные, вокал
- Валерий Ефремов — ударные

Сессионные музыканты
- Владимир Пресняков — саксофон
- Дмитрий Четвергов — гитара
- Михаил Соколов — губная гармоника

## Выходные данные
- Запись — студия «Полифон», 1995
- Мастеринг на оборудовании Apple Macintosh
- Выпускающий продюсер: А. Кутиков
- Номер по каталогу — SRCD 00043

## Видеоклипы
- На песню «Я дам тебе знать» студией «Пилот» был снят анимационный видеоклип.
- Существует версия клипа на песню «Картонные крылья любви», снятый в рамках проекта «По ту сторону клипа».

## Отзывы
Журнал «Музыкальная жизнь» заметил, что блюзовая легкомысленность Маргулиса привела к появлению хита «Я дам тебе знать». Это удачно разбавило философскую и социальную лирику Макаревича. Удивительно, что он высказывался в песнях на тему любви, видимо, заменяя ей отсутствие предмета идеологической критики. Кутиков как главный мелодист группы пел свои размашистые, иногда с «ресторанным» флёром песни: «Спускаясь к великой реке».
«СоюзМузыка» назвал «Картонные крылья любви» незаслуженно оказавшимся в тени следующей пластинки: «Лихие девяностые» вынесли на сцену новых кумиров, в основном попсовых, и этот альбом, кажется, заметили в основном давние почитатели. А замечать было что: «Снова весна» продолжает линию мажорных весенних песен, «Спускаясь к великой реке» входит в программу Александра Кутикова, а на песню «Я дам тебе знать» был снят один из самых ярких и интересных клипов группы.